# متون ابتدایی کابالا
متون ابتدایی کابالا قسمتی از متون شفاهی یهودی هستند. این متون معمولاً به صورتی نوشته شده‌اند که برای خواننده که با متون یهودی، تنخ، میدراش و هلاخا ناآشنا باشند غیرقابل فهمند.

## تاریخچه
عرفان یهودی دارای تاریخی بیش از ۲۰۰۰ سال است. ربی بن سیرا شاگردان خود را از مطالعه آن منع می‌کرد و می‌گفت: «شما نباید هیچ کاری با علوم مخفی داشته باشید.» ولیکن با این وجود مطالعات عرفانی دارای طرفداران زیادی بود. بر اساس نوشته یوسفوس فلاویوس اسنها که گروهی از یهودیان بودند دارای نوشتارهای عرفانی زیادی بودند و آنها را به شدت محافظت می‌کردند. بیشتر کتابهایی که دارای دانش مخفی بودند از نظرها مخفی می‌شدند و تنها به افراد دارای لیاقت خاص تعلیم داده می‌شدند. اولین المانهای عرفانی در متون غیررسمی که در بین صحف دریای مرده یافت شده وجود دارند. بعضی قسمتهای تلمود و میدراش نیز به بحثهای عرفانی می‌پردازند.

## متون اصلی

### هخالوت
هخالوت به معنی کاخهای بهشتی، یک متن مجزا نیستند، بلکه آنها گروهی از نوشتارها دارای ویژگیهای مشابه هستند. این متنها معمولاً روش رسیدن به معراج از طریق هخالوت را توضیح داده و اینکه فرد باید منتظر چه چیزی باشد را بیان می‌کنند. این متون فرشتگان را توصیف کرده و روش برقراری ارتباط با آنها را توضیح می‌دهند. چندین نسخه طولانیتر از هخالوت نیز وجود دارد، هخالوت رباتی، که در آن شش محل از هفت محل خداوند بیان شده‌است، هخالوت زوتارتی، و متن ۳ خانوخ.

### سفر یتزیرا
سفر یتزیرا (סֵפֶר יְצִירָה) که با نام هخالوت یتزیرا نیز شناخته می‌شود یکی از متون مهم ابتدایی کابالا است. نویسنده اصلی آن نامشخص است ولیکن بسیاری کابالیستها اعتقاد دارند که ابراهیم نبی نویسنده آن است. سفر یتزیرا ۳۲ مسیر حکمت را بیان می‌کند که از ۱۰ سفیروت و ۲۲ حرف عبری تشکیل شده‌است.

### بهیر
کتاب بهیر که میدراش ربی نهونیا بن هاکانا نیز نامیده می‌شود یکی از کتب مهم کابالا است. با وجود نام آن که روشنایی نام دارد، متن آن بسیار مشکل بوده و به سختی قابل فهم است. بیشتر آن نیز به صورت ضرب‌المثل نوشته شده‌است.

### سفر رازیل هاملخ
سفر رازیل هاملخ (רזיאל המלאך) (رازیل فرشته) مجموعه‌ای از نوشتارهای کابالایی است که از چندین بخش مجزا تشکیل شده‌است. ۱) کتاب هاملبوش ۲) رازیل بزرگ ۳) کتاب اسرار یا کتاب نوح.

### زوهر
زوهر (זהר) مهمترین کتاب کابالا است که در نظر بعضی کابالیستها مانند تلمود دارای مرجعیت می‌باشد. زوهر تفسیری عرفانی بر تورات است که به زبان آرامی نوشته شده‌است. نویسنده اصلی آن مشخص نیست ولیکن بیشتر کابالیستها اعتقاد دارند که ربی شیمون بر یوحای آن را نوشته‌است؛ ولیکن تاریخدان یهودی گرشوم شولم اعتقاد دارد که نویسنده آن موشه لیون است. با اینکه بسیاری یهودیان این کتاب را قبول دارند در طول تاریخ چندین حاخام معروف با این کتاب به مقابله برخاستند و مسائل مطرح شده در آن را کفرآمیز و مخالف یهودیت دانستند؛ ولیکن بیشتر این حاخامها کابالیست نبودند.

### پردس ریمونیم
پردس ریمونیم (פרדס רימונים) (باغ انار) کتاب معروف ربی موشه کوردورو است که در قرن ۱۶ نوشته شده‌است و منبع اصلی کابالای ربی کوردورو است.

### عتز حییم و هشت درگاه
عتز حییم (עץ חיים) تعالیم ربی اسحاق لوریا است که توسط شاگرد او چایم ویتال نوشته شده‌است. این متن مرجع اصلی کابالای لوریانی می‌باشد. این کتاب اولین بار در صفد در قرن ۱۶ به چاپ رسید. شمونا شعاریم (هشت درگاه) سیستم کامل کابالای لوریانی است که توسط شموئل ویتال فرزند چایم ویتال نوشته شده‌است. شموئل ویتال هشت درگاه حکمت را به شرح زیر بیان کرد:
1. شعار هاحکدموت، درگاه مقدمه
2. شعار ممری رشبی، درگاه ربی شیمون بر یوحای
3. شعار ممری رازیل، درگاه ربیها
4. شعار هامیتزوت، درگاه میتزوتها
5. شعار هاپاسوکیم، درگاه آیات
6. شعار هاکاوانوت، درگاه کاوانوت
7. شعار رواخ هاکودش، درگاه روح مقدس
8. شعار هاگیلگولیم، درگاه گیلگول و حلول مجدد.